# Adieu mères
Adieu mères (وداعا أمهات - Wada'an Omahat) és una pel·lícula marroquina del 2008 dirigida per Mohamed Ismaïl. Ambienetada a Casablanca, la pel·lícula mostra el destí de les famílies marroquines musulmanes i jueves durant l'l'èxode dels jueus del Marroc a principis de la dècada de 1960. La trama s'inspira en el tràgic enfonsament de l'Egoz, quan van perdre la vida 44 jueus marroquins que emigraven clandestinament a Israel.

## Trama
Casablanca, 1960. Henri i Brahim són amics de la infància malgrat les seves diferents religions. Estan gestionant la serradora que els seus pares van crear i van dirigir amb èxit durant anys. Les seves dones, la Ruth i la Fàtima, treballen juntes en una companyia d'assegurances, gestionada pel Sr. Ouaknine, que està a punt de liquidar els seus béns per fer la seva aliyà a Israel perquè pugui viure amb els seus néts. La Shoshana Bouzaglo, una vídua molt religiosa i tradicional, està molt molesta perquè la seva filla Eliane sortia amb Mehdi, un noi musulmà de la seva escola tècnica. El seu pare, el senyor Benchekroun, és un empresari d'èxit especialitzat en la compra de béns dels jueus que estan liquidant les seves propietats perquè puguin emigrar. El Sr. Benchetrit, un oficial israelià que treballa amb l'Aliança Israelita Universal, està impulsant els jueus a abandonar el Marroc, afirmant que ja no estan segurs. La senyora Attar marxa de mala gana del Marroc cap a Israel, seguint el seu fill, la seva dona i els seus fills. Quan se'n van, se sent arrencada de la seva terra natal. Quan la mare Hanna, la mare de la Ruth, és atacada després d'un servei a la sinagoga, la Ruth i l'Henri decideixen que potser és el moment de marxar també...

## Repartiment
- Marc Samuel com a Henri Elkaim
- Rachid El Ouali com a Brahim
- Souad Amidou com a Ruth Elkaim
- Hafida Kassoui com a Fàtima, la dona de Brahim
- Nezha Regragui com a Shoshana Bouzaglo
- Rachel Huet com Eliane Bouzaglo
- Tarik Mounim com a Mehdi Benchekroun
- Salah Dizane com el Sr. Benchekroun
- Malika Hamaoui com la senyora Benchekroun
- Christian Drillaud com el Sr. Benchetrit
- Ahmed Alaoui com el senyor Ouaknine
- Amina Rachid com la senyora Attar
- Fàtima Regragui com a Mama Hanna
- Omar Chenboud com a rabí Braham

## Recepció
Va ser seleccionada com a representant del Marroc als Premis Oscar de 2009, organitzat per l'Acadèmia de les Arts i les Ciències Cinematogràfiques.